# Gary Hocking
Gary Stuart Hocking (Caerleon, Vels, Ujedinjeno Kraljevstvo, 30. rujna 1937. − Durban, Južnoafrička Republika, 21. prosinca 1962.) je bivši rodezijski vozač motociklističkih i automobilističkih utrka. 
Iako je rođen u Ujedinjenom Kraljevstvu, Hocking je odrastao u Rodeziji. Godine 1958. napustio je Rodeziju kako bi se utrkivao u Europi. Iste sezone osvojio je treće mjesto na motociklu Norton na stazi Nürburgring, iza pobjednika Johna Surteesa i drugoplasiranog Johna Hartlea u motociklima MV Augusta. Sljedeće 1959. pobijedio je na Velikoj nagradi Švedske i Velikoj nagradi Ulstera, te osvojio titulu viceprvaka u klasi 250cc iza prvaka Carla Ubbialija. Godine 1960. osvaja tri titule viceprvaka u klasama 125cc, 250cc i 350cc na motociklu MV Augusta. Sljedeće 1961. osvaja dva naslova prvaka u klasi 500cc i klasi 350cc, pobijedivši na ukupno 11 od 13 utrka. Godinu 1962. započeo je pobjedom na utrci Isle of Man TT. No nakon smrti prijatelja i motociklista Toma Phillisa, najavio je povlačenje iz motociklističkih utrka i vratio se u Rodeziju, smatrajući kako su motociklističke utrke preopasne.
Iste godine počeo je nastupati na neprvenstvenim utrkama Formule 1, gdje je na Velikoj nagradi Danske osvojio četvrto mjesto. Prvi nastup na prvenstvenoj utrci Formule 1 je trebao imati 29. prosinca 1962. na Velikoj nagradi Južne Afrike, gdje je trebao nastupati za momčad Rob Walker Racing Team u bolidu Lotus 24-Climax umjesto Mauricea Trintignanta. No tjedan dana prije utrke, Hocking je poginuo u kvalifikacijama za neprvenstvenu utrku Formule 1, Veliku nagradu Natala.

## Vanjske poveznice
- Gary Hocking Stats F1